# Hedgehoppers Anonymous
Hedgehoppers Anonymous was een Britse beatband.

## Bezetting
- Mick Tinsley (zang)
- John Stewart (gitaar)
- Alan Laud (gitaar)
- Ray Honeyball (basgitaar)
- Leslie Dash (drums)
- Mick Matthews

## Geschiedenis
De band werd opgericht in 1963 onder de naam The Trendsetters en in 1964 hernoemd naar The Hedgehoppers. Nadat de band in 1965 werd ontdekt door muziekproducent Jonathan King, werd uiteindelijk de naam Hedgehoppers Anonymous aangenomen. Met de door King geproduceerde single It's Good News Week verscheen de band in 1965 zowel in de Britse hitlijst (#5) als ook in de Billboard Hot 100 (#48). Dit succes kon Hedgehoppers Anonymous met hun verdere publicaties niet meer evenaren. In januari 1967 werd de band ontbonden. Mick Tinsley startte daarna een solocarrière.

## Discografie

### Singles
- 1965: It's Good News Week
- 1965: Don't Push Me
- 1966: Baby (You're My Everything)
- 1966: Daytime
- 1966: Stop Press

### NPO Radio 2 Top 2000
Van Hedgehoppers Anonymous stond alleen It's Good News Week in 2000 in de NPO Radio 2 Top 2000, op plek 1612.